# Anne Kunze
Anne Kunze (* 1981 in Waiblingen) ist eine deutsche Journalistin. Sie ist Kriminalreporterin der Zeit und Chefin und Co-Host des Podcasts Zeit Verbrechen.

## Leben und Werk
Anne Kunze studierte Geschichtswissenschaften, Rechtswissenschaften und Journalistik in Hamburg, Berlin, Rom und in Mexiko-Stadt. In ihrer geschichtswissenschaftlichen Magisterarbeit untersuchte sie Gewaltpraxen des Novemberpogroms 1938 in Ostwestfalen. Während des Studiums schrieb sie als freie Journalistin u.va. für Die Zeit, Zeit Wissen und taz zu den Schwerpunkten Wirtschaft, Gesundheit, Migration, Soziales und Zeitgeschichte. Von Oktober 2010 bis Juni 2011 arbeitete sie als wissenschaftliche Mitarbeiterin am Bucerius Institute for Research of Contemporary German History and Society in Haifa, Israel. Von Januar 2012 bis Dezember 2014 war sie Redakteurin im Wirtschaftsressort der Zeit in Hamburg. Von Januar 2015 bis 2023 war sie Reporterin im Investigativressort der Zeit in Berlin. Seit 2023 ist sie Kriminalreporterin der Zeit und Chefin und Co-Host des Podcasts Zeit Verbrechen.
In ihren Reportagen beschreibt Kunze immer wieder systemische Missstände und Ausbeutungsverhältnisse in der deutschen Industrie. Insbesondere die Zustände in der Fleischindustrie hat Kunze in mehreren Reportagen verfolgt. Im Jahre 2014 deckte sie systematischen Betrug mit dem Gütesiegel des Neuland-Vereins auf und legte offen, wie unter der Zertifizierung für artgerechtere Tierhaltung Fleisch aus Massentierhaltung verkauft wurde.
Für ihre Reportage Die Schlachtordnung über die Lebens- und Arbeitsbedingungen von osteuropäischen Werkvertragsarbeitern in der niedersächsischen Schlachtindustrie erhielt sie mehrere Preise, darunter den Herbert-Riehl-Heyse-Preis 2015 und den Deutschen Reporterpreis 2015 in der Kategorie „Investigation“. Die Jury des Herbert-Riehl-Heyse-Preises beschrieb den „furiosen Text“ als ein Beispiel für „eindringlichen, unter die Haut gehenden Journalismus“. Die Jury der Kategorie „Investigation“ des Reporterpreises urteilte, „Die Schlachtordnung“ sei ein Text, „der die Verhältnisse der Massentierhaltung in Deutschland verändern könne – wenn er es nicht sogar schon getan habe“.
2015 berichtete sie zusammen mit Stefan Willeke über eine ungewollt schwanger gewordenen Arbeiterin erneut von den Arbeitsverhältnissen bei Tönnies und dem Versuch, die Betroffene, die aus Verzweiflung ihr Kind ausgesetzt hatte, in ihren Aussagen zu beeinflussen. Arbeitgeber der bei Tönnies arbeitenden Frau war der Rumäne Dumitru Dan Miculescu, der als Subunternehmer zugleich Anteile an anderen Gesellschaften hat, die zum Teil ebenfalls als Subunternehmer oder Partner von Subunternehmen für Tönnies auftraten.
Im August 2022 veröffentlichte Kunze mit zwei weiteren Autorinnen einen Zeit-Artikel über ab 2019 gegen den Berliner Galeristen Johann König erhobene Vorwürfe der sexuellen Belästigung und des Machtmissbrauchs. Königs Anwalt Christian Schertz erwirkte vor dem Landgericht Hamburg eine einstweilige Verfügung (Az. 324 O 397/22) wegen falscher Tatsachenbehauptungen und unzulässiger Verdachtsberichterstattung. Mit dem Urteil des Gerichts wurden Teile der Berichterstattung untersagt. Die Zeit entfernte und veränderte Passagen des Artikels, der weiterhin online ist. Eine Beschwerde Königs beim Beschwerdeausschuss des Deutschen Presserats wurde im März 2024 einstimmig und in allen von König beanstandeten Punkten als unbegründet abgewiesen.

## Auszeichnungen
- 2014 Herbert Quandt Medien-Preis für „Fünf Tonnen am Tag“
- 2015 Salus-Medienpreis
- 2015 Ernst-Schneider-Preis
- 2015 Axel-Springer-Preis, Kategorie Wochen-/Monatspublikationen für „Die Schlachtordnung“
- 2015 Herbert-Riehl-Heyse-Preis für „Die Schlachtordnung“
- 2015 Deutscher Reporterpreis, Kategorie „Investigation“ für „Die Schlachtordnung“
- 2016 Wächterpreis (3. Preis) (gemeinsam mit Stephan Lebert, Bettina Malter und Fritz Zimmermann) für „Die Lohnlüge“
- 2016 Friedrich Vogel-Preis für Wirtschaftsjournalismus für „Das Geschäft mit der Angst“
- 2018: Deutscher Reporterpreis, Kategorie „Investigation“ für Im Zwielicht[10]

## Publikationen
- mit Felix Rohrbeck Journalismus nach der Krise. Aufbruch oder Ausverkauf?, Herbert von Halem Verlag, Köln 2010, ISBN 978-3-86962-009-1
- mit Katrin Zeug Ab 18: Was junge Menschen wirklich machen, Rowohlt Verlag, Reinbek b. Hamburg 2011, ISBN 978-3-498-03557-0